# کارلو آلبان
کارلو آلبان بازیگر اکوادوری در تاریخ ۳ اکتبر ۱۹۷۹ زاده شد او برای تحصیل در رشته هنرهای تجسمی به آمریکا سفر می‌کند ولی به حرفه بازیگری روی می‌آورد او تا کنون در فیلم‌هایی چون ضخیم تر از خون، شلاق بزن، غریبه‌ها با آبنبات، اسنایپس و فرار از زندان بازی کرده‌است.